# 고베 시영 지하철
고베 시영 지하철(일본어: 神戸市営地下鉄, こうべしえいちかてつ)은 고베시 교통국에서 운영하는 고베시의 시영 지하철이다.
3개 노선을 소유하고 있지만 니시 고베 세이신선·니시 고베선·야마테선은 '세이신·야마테선'으로서 일체적으로 운행되고 있기 때문에 실질적으로는 가이간선과 합하여 2개 노선이다. 고베시의 니시구, 스마구, 나가타구, 효고구, 주오구의 다섯 구에 노선이 지나가며, 세이신·야마테선과 상호 직통 운전하는 호쿠신 급행 전철 호쿠신선을 포함하면 기타구도 지나간다.

## 노선

### 노선 안내
| 노선색         | 노선 기호 | 노선명              | 노선명                | 운행 지역                             |
| -------------- | --------- | ------------------- | --------------------- | ------------------------------------- |
| 영업 중인 노선 |           |                     |                       |                                       |
|                | S         | 세이신·야마테선 *1  | 세이신 연장선         | 묘다니역 - 세이신 중앙역              |
| 세이신 선      | S         | 세이신·야마테선 *1  | 묘다니역 - 신나가타역 |                                       |
| 야마테 선      | S         | 세이신·야마테선 *1  | 신나가타역 - 신코베역 |                                       |
|                | S         | 호쿠신선            | 호쿠신선              | 다니가미역 - 신코베역                 |
|                | K         | 가이간선            | 가이간선              | 산노미야하나도케이마에역 - 신나가타역 |
| 계획선         |           |                     |                       |                                       |
|                |           | 세이신 재연장 선 *2 | 세이신 재연장 선 *2   | 세이신 중앙역 - 동 하리마 방면        |

고베 시영 지하철의 노선도

1. 호쿠신 급행 전철 호쿠신선과 상호 직통 운전.
2. 경유지 등은 구체화하고 있지 않다. 실현되지 않을 가능성도 있다.

### 고베 시영 지하철의 새 선로
고베 시 니시구를 인구 약 22만명의 고베 시 다루미구를 종단 하는 형태로 묶는 노선 계획이 있었다. 정확하게는 현재도 검토 중인 노선이 되었지만, 고베 지진 등에 의한 고베시의 재정 상황 악화나 연선의 인구 감소, 그리고 같은 구간의 노선을 운행하고 있는 산요 전철 버스의 반대 등에 의해 계획은 거의 백지 상태이다. 또한 현재 이 구간을 달리는 버스 노선은 산요 전철 버스와 고베시 교통국의 공동 운행이 되고 있어 이용객도 많다.
또한 세이신 중앙역에서 고베시 니시구 간데 정·이와오카 정, 가코 군이나 이나미 정 방면, 오시베타니 역, 니시아카시역으로의 여러번 연장 계획도 있었으나 이것도 현재는 재검토가 필요한 노선으로 동결하고 있어 수요를 전망할 수 없는 해당 노선의 계획은 사실상 백지화되었다.
고베 시 기타구(약 23만명)나 산다시, 니시노미야시 야마구치 정에서 프리 게이지 트레인방식으로 고베 전철 아리마 선으로 호쿠신 급행 전철·세이신·야마테선의 직통 운행 요구가 있다.
게다가 가이간선은 산노미야하나도케이마에역에서 신코베역, 혹은 HAT코베를 거쳐 나다구, 히가시나다구로의 연장 계획을 가지고 있다.
그 외 산노미야역에서 한큐 전철 고베 본선과 세이신·야마테선을 상호 직통 운행시키는 구상이 있다(자세한 것은 한큐 고베 본선을 참조).

## 차량

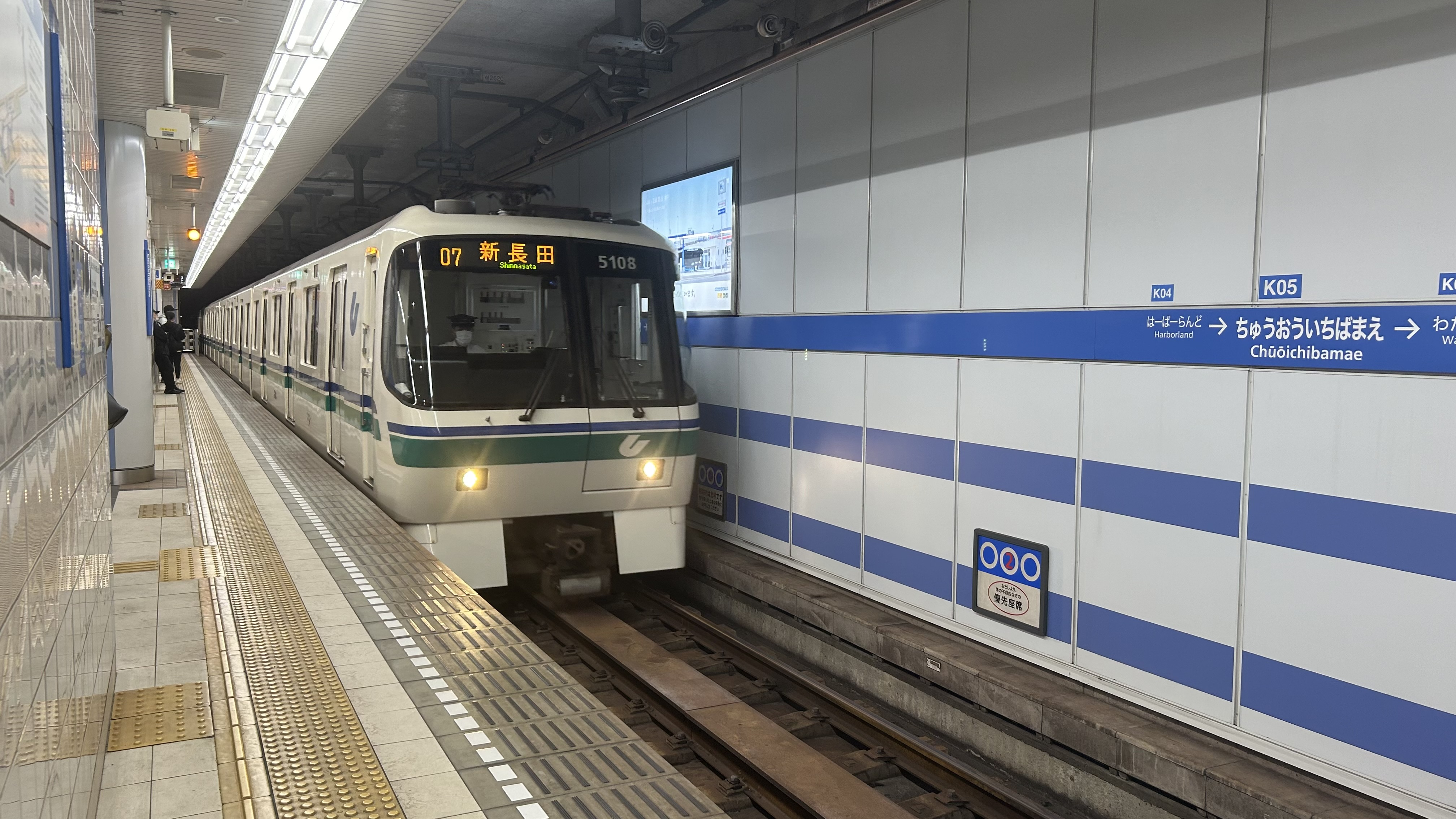
5000형

이하의 4개 형식이 있다. 전차량이 현지의 가와사키 중공업에서 제조되었다(산요 전기 철도·고베 전철·고베 신교통도 마찬가지). 시영 지하철 차량의 특징은 초록색과 주황색의 좌석이다.
전장품은 세이신·야마테 선이 히타치 제작소의 제어장치에 도시바의 전동기, 가이간 선이 미쓰비시 전기의 제어장치에 히타치의 전동기로 나뉘어있다.
- 세이신·야마테 선(6량-28편성, 168량)
  - 6000형：2019년 취역

6000형

- 가이간 선(4량-10편성, 40량)
  - 5000형：2001년 취역

- 5000형

### 도색과 차량 번호 표시
최초로 개업한 세이신·야마테선의 차량 도색은 고베 시영 지하철의 특유색인 초록색이다. 이것은 한 때 고베 시영 전차의 도색을 이어받은 것으로, 차량 번호의 모난 서체도 시영 전차의 서체가 그대로 채용되고 있다.

### 여성 전용 차량
여성 전용 차량은 세이신·야마테 선은 야가미 방향 선두차량으로부터 3량째 차량, 가이간선은 산노미야 방향 제일 선두의 차량에 설치되고 있다.
큰 특징은 토요일·휴일도 포함하여 연중무휴로 종일 설정되어 있으며, 이 정도로 설정되어있는 것은 일본에서 유일하다. 처음은 불편하다는 불만의 소리가 많았지만, 요미우리 신문 2007년 7월 23일의 투고란에서 이 설정을 절찬하는 내용이 실리거나 일본경제신문에서 호의적으로 다루어져 지금은 거의 '정착했다'고 평가되고 있다. 그러나 이로 인해 불이익을 받는 이용자에게서는 당연히 '여성 전용차가 있어서 차량 간 이동을 할 수 없게 되었다'거나, '혼잡이 없는 시간대나 노선까지 시행할 필요가 있는 것인가'라는 불만의 소리가 들리기도 한다.
다만, 스카이 마크 스타디움으로의 프로 야구나 홈스 스타디움 고베에서 J리그 시합 개최 시에는 해제된다.

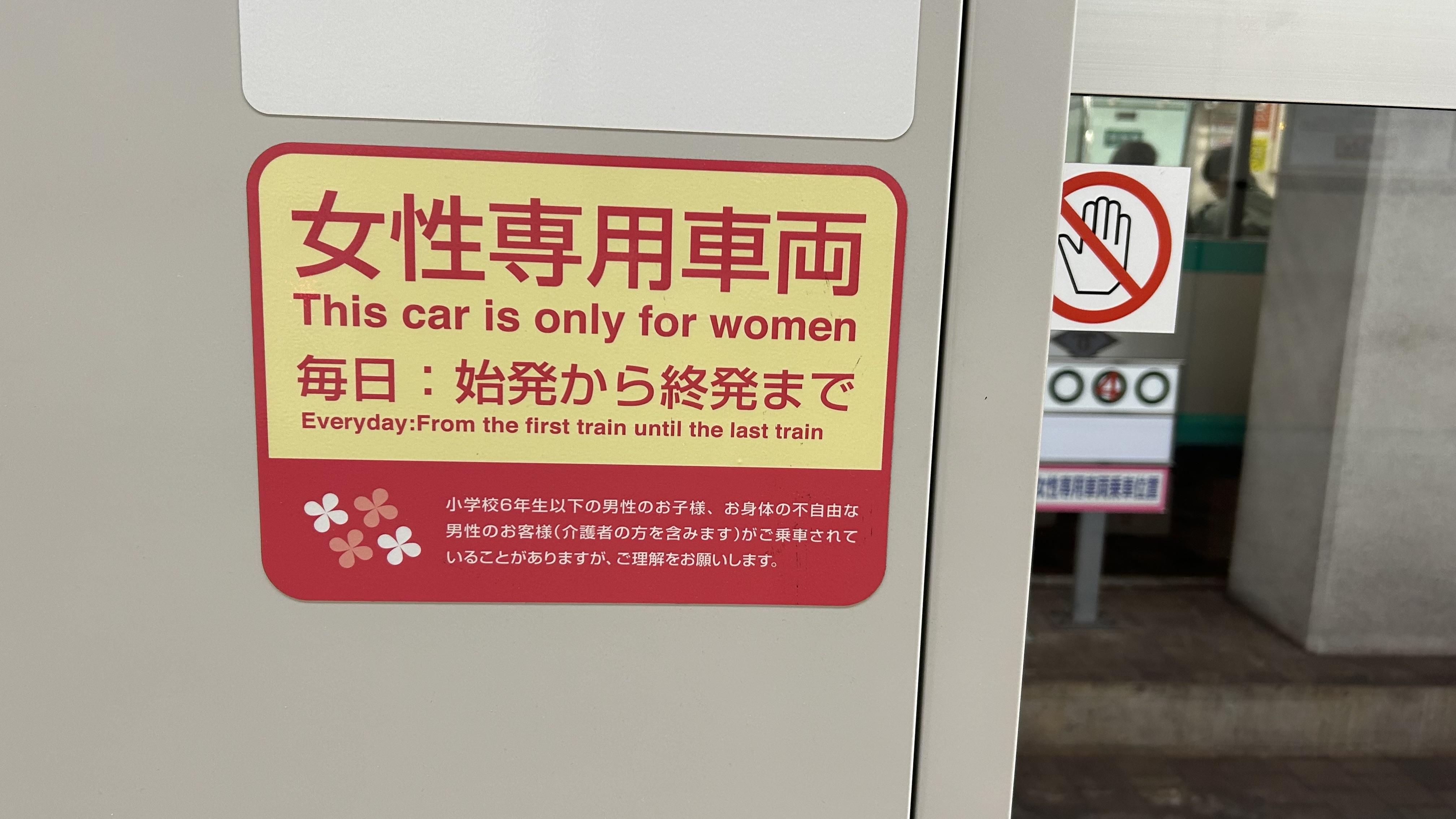
세이 신 야마노 테선 & 호쿠신선 여성 전용 차량 안내
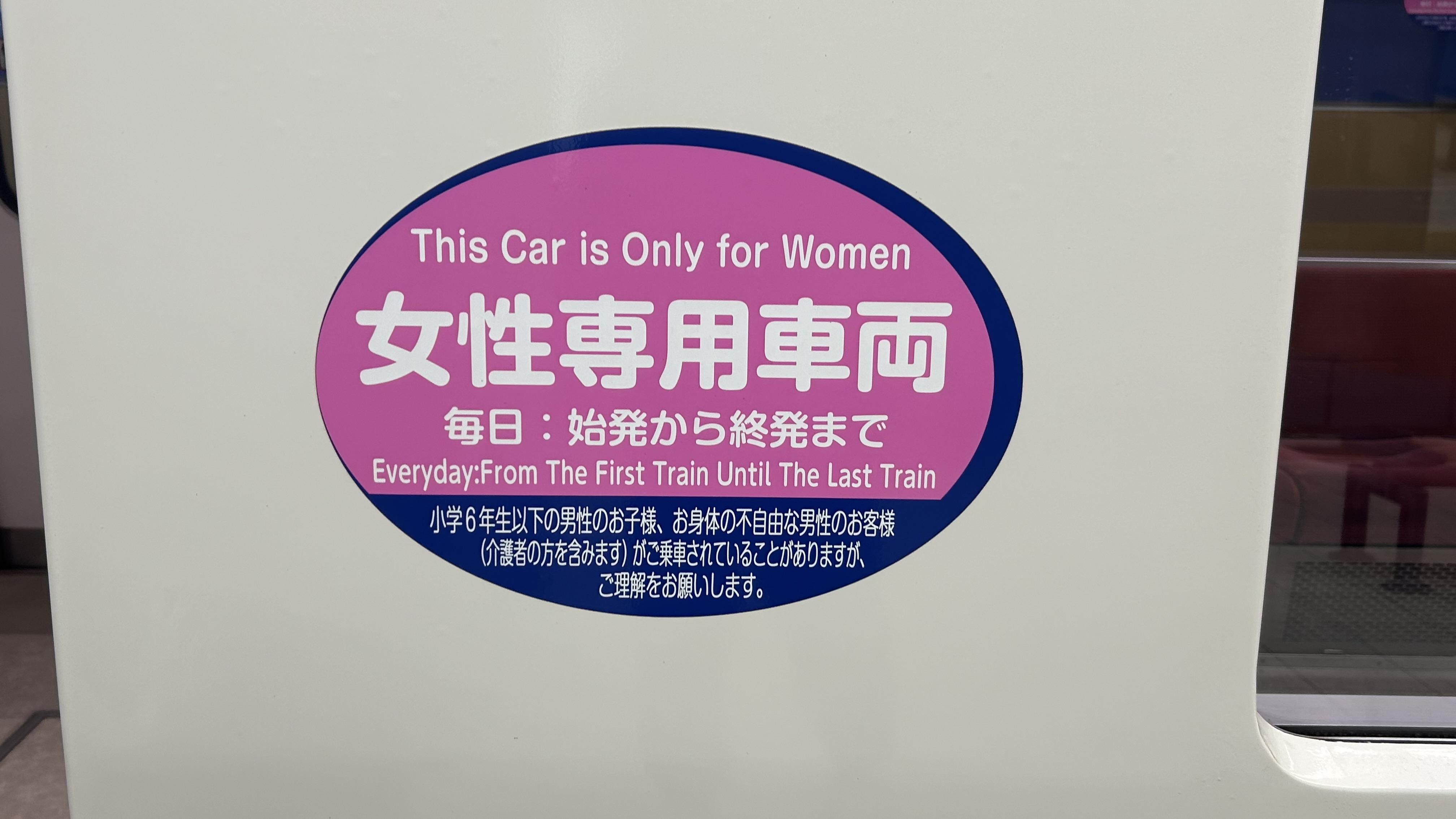
가이간선 여성 전용 차량 안내

## 역사
제2차 세계대전 때의 국가 총동원법에 따른 방사선 도로건축 예정지를 이용하여 지하철 세이신 선이 건설되었다.
- 1971년 11월 25일 - 세이신 선의 기공식이 거행된다.
- 1977년 3월 13일 - 세이신 선 묘다니 - 신나가타 간 개통.
- 1983년 6월 17일 - 야마테 선 신나가타 - 오쿠라야마 간 개통.
- 1985년 6월 18일 - 세이신 연장선 묘다니 - 학원 도시 간·야마테 선 오쿠라야마 - 신고베 간 개통.
- 1987년 3월 18일 - 세이신 연장선 학원 도시 - 세이신 중앙 간 개통(현재의 '세이신·야마테 선' 전노선 개통).
- 1988년 3월 10일 - 선불 카드 'U라인 카드'의 이용 개시.
- 1988년 4월 2일 - 호쿠신 급행 전철 호쿠신 선 개통, 상호 직통 운전 개시.
- 1993년 3월 20일 - 세이신 선에 남세이신 역이 개업.
- 1993년 4월 15일 - 'New U라인 카드'에 의한 스트아드 페어 시스템을 도입.
- 1993년 7월 9일 - 세이신·야마테 선에서 쾌속을 운행 개시.
- 1994년 4월 19일 - 가이간 선의 기공식이 거행된다.
- 1995년 1월 17일 - 고베지진으로 세이신·야마테 선의 시설이 피해를 입음.
- 1995년 1월 18일 - 세이신·야마테 선 세이신 중앙 - 이타야도 운행 재개.
- 1995년 2월 16일 - 세이신·야마테 선 전선 영업 재개(신나가타·가미사와·산노미야 3역은 통과, 이 3역은 3월 말에 재개)
- 1995년 7월 21일 - 지진 재해 이래 운휴하고 있던 쾌속을 폐지.
- 1999년 10월 1일 - '스룻토KANSAI' 대응 카드가 이용 가능하게 된다.
- 2001년 7월 7일 - 가이간 선 신나가타 - 산노미야·꽃시계 앞 간 개통.
- 2002년 12월 16일 - 전노선에서 일본 최초의 매일 실시의 종일 여성 전용차를 설치.
- 2004년 9월 1일 - 역 번호를 채용.
- 2006년 10월 1일 - PiTaPa와 ICOCA의 이용 개시.

## 에코 패밀리 제도
고베시의 환경 정책의 일환으로서 시영 지하철 전노선과 호쿠신 급행 전철 호쿠신 선에서 에코 패밀리 제도가 제정되었다. 적용일은 토요일·일요일·축일·대체 휴일·연말 연시(12월 25일 - 다음해 1월 7일) 및 여름 방학(7월 21일 - 8월 31일의 고베 시의 방학기간 중)으로, 어른 한 사람과 동반하는 초등학생 이하 2명까지 운임 무료가 된다. 어른 한 사람 몫의 결제는 현금 또는 New U라인 카드·스룻토KANSAI 카드·PiTaPa·ICOCA·정기권의 어느 쪽이든 이용할 수 있다. 이용 시에는 승차역의 개찰구에서 창구의 역무원에게 '에코 패밀리입니다'라고 말하여, 무료 소아용 승차권을 받아야 한다. 버스에서는 하차할 때 운전사에게 말해야 한다.
이 제도는 2003년 10월부터 1년간의 실험으로서 행해져, 2004년 10월에 실험이 1년 연장된 끝에, 2005년 10월에 본격 도입이 되었다.

## 같이 보기
- 고베시 교통국
- 지하철
- 일본의 지하철
- 한국의 지하철